# Adolf Rieger
Adolf Rieger (Berlín, Alemania, 25 de agosto de 1899-12 de junio de 1956) fue un deportista alemán especialista en lucha grecorromana donde llegó a ser subcampeón olímpico en Ámsterdam 1928.

## Carrera deportiva
En los Juegos Olímpicos de 1928 celebrados en Ámsterdam ganó la medalla de plata en lucha grecorromana estilo peso ligero-pesado, siendo superado por el egipcio Ibrahim Moustafa (oro) y por delante del finlandés Onni Pellinen (bronce).